# خوسيه أنطونيو ألونسو
خوسيه أنطونيو ألونسو (بالإسبانية: José Antonio Alonso Suárez)‏ هو محامي وقاضي وسياسي إسباني، ولد في 28 مارس 1960 في إسبانيا، وتوفي في 2 فبراير 2017 في نفس البلد. حزبياً، نشط في حزب العمال الاشتراكي الإسباني. وقد في الانتخابات العمومية الإسبانية 2011 ‏، انتخب عضو مجلس النواب الإسباني ‏ عن دائرة León (Congress of Deputies constituency) ‏ خلال فترته النيابية ‏ (1 ديسمبر 2011 – 21 ديسمبر 2012) وفي الانتخابات العمومية الإسبانية 2008 ‏، انتخب عضو مجلس النواب الإسباني ‏ عن دائرة León (Congress of Deputies constituency) ‏ خلال فترته النيابية ‏ (28 مارس 2008 – 13 ديسمبر 2011) وفي الانتخابات العمومية الإسبانية 2004 ‏، انتخب عضو مجلس النواب الإسباني ‏ عن دائرة León (Congress of Deputies constituency) ‏ خلال فترته النيابية ‏ (25 مارس 2004 – 15 يناير 2008).